# Поддельная марка

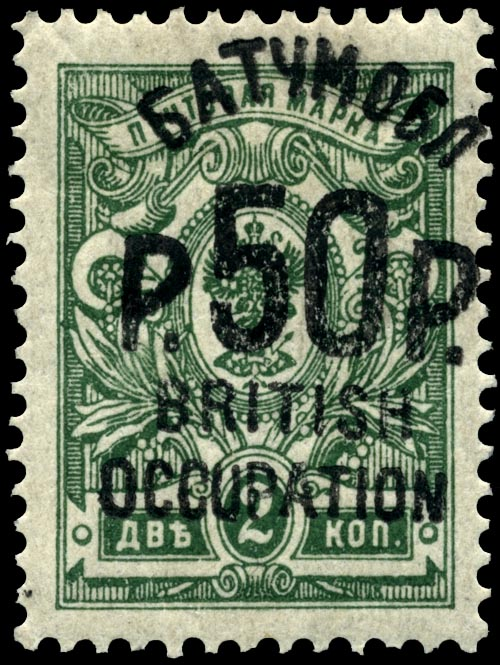
Поддельная надпечатка нового номинала в 50 рублей, с надписями «БАТУМОБЛ» и «BRITISH OCCUPATION», на двухкопеечной марке Российской империи (1919). Признаки подделки: отсутствие точек в русских сокращениях и точек над «i» в английском тексте

Поддельная марка (также подделка; по значению соответствует англ. philatelic fake) — подлинная марка, которая была определённым образом видоизменена в целях получения наживы. Согласно Всемирной почтовой конвенции подделка почтовых марок является противоправным деянием. Как правило, поддельные марки выпускаются в ущерб коллекционерам, хотя могут быть выпущены в ущерб почте, то есть для франкирования почтовых отправлений.

## Отличительные признаки
Поддельные марки (как видоизменённые подлинные марки) следует отличать от фальшивых марок, которые представляют собой имитирующие настоящую марку марки, и от фантастических марок, которые выпущены от имени несуществующих государств или почтовых ведомств отдельными лицами или организациями, не имеющими на это права, с целью получения наживы.

## Всемирная почтовая конвенция
Текст Всемирной почтовой конвенции, последняя редакция которого принята 14 сентября 1994 года, регулирует международные правовые аспекты подделки почтовых марок, оттисков франкировальных машин (франкотипов), международных ответных купонов и виньеток и, в частности, гласит:
Статья 58
Обязательства относительно мер уголовного преследования
1. Правительства стран — членов обязуются выполнять или предлагать законодательным органам своих стран принимать необходимые меры:

1.1. для наказания за подделку почтовых марок, даже изъятых из обращения, и международных ответных купонов;

1.2. для наказания за использование или выпуск в обращение:

1.2.1. поддельных (даже изъятых из обращения) или бывших в употреблении почтовых марок, равно как поддельных или бывших в употреблении оттисков франкировальных машин или типографских печатных машин;

1.2.2. поддельных международных ответных купонов;

1.3. для запрещения и пресечения всех злоумышленных действий по изготовлению и выпуску в обращение виньеток и марок, употребляемых в почтовой службе, поддельных или имитированных таким образом, что их легко можно спутать с виньетками и марками, выпускаемыми Почтовой администрацией одной из стран — членов.

## Типы подделок
Известны следующие способы изготовления поддельных марок:
- гашение марки
  - оригинальным почтовым штемпелем после изъятия его из обращения,
  - оригинальным действительным почтовым штемпелем задним числом (календарная дата, искусственно выставленная при этом на таком штемпеле, называется поддельной датой[2]),
  - фальшивым штемпелем;
- фальшивая надпечатка на марке;
- фальсификация зубцовки:
  - превращение почтовой марки с зубцами или просечкой в беззубцовую посредством среза зубцов, подклейки и спрессования полей,
  - превращение беззубцовой марки в марку с зубцами или с просечкой,
  - использование марок, вырезанных из блоков и цельных вещей, в качестве беззубцовых,
  - изменение размера зубцовки с целью имитации более редкой разновидности марки,
  - изготовление новой зубцовки взамен повреждённой (приводит к уменьшению размера марки);
- цвет марки:
  - изменение окраски марки химическими средствами;
- нанесение нового клеевого слоя на марку вместо испорченного оригинального;
- сокрытие реставрации марки путём наклеивания её на письмо или вырезку из письма и фальшивого гашения. Особенно часто встречаются подделанные таким способом марки германских княжеств[3].

## Подделка марок в ущерб коллекционерам
Поддельные марки, как правило, изготавливаются в целях обмана коллекционеров и причиняют прямой ущерб интересам филателии. Филателистические организации осуществляют преследование таких подделок вместе с судебными и правоохранительными органами.